# Campeonato de Clubes de la CFU 2017
El Campeonato de Clubes de la CFU 2017 fue la decimonovena edición del torneo internacional de clubes más importante del Caribe organizado por la Unión Caribeña de Fútbol (CFU, por sus siglas en inglés). El torneo de este año, que empezó el 22 de febrero con el primer partido de la fase de grupos y terminó el 21 de mayo con el último partido de la fase final, esta vez otorgó al campeón un boleto directo a la CONCACAF Liga de Campeones 2017-2018 mientras que el subcampeón, el tercer y el cuarto lugar irían a un nuevo torneo que sirve de antesala al anterior, la Liga Concacaf, que inicia actividades en el segundo semestre de 2017. 
Esta fue una edición histórica: primero, porque contó con una cifra récord de veintiún equipos participantes, incluyendo el debut de un club de Sint Maarten, país autónomo del reino de los Países Bajos: su primer representante en este torneo fue el Flames United. Y segundo, porque el Cibao FC de República Dominicana se alzaría con el título al vencer en la final al San Juan Jabloteh de Trinidad y Tobago, siendo esto todo un hito ya que era apenas la segunda participación de las oncenas dominicanas en el torneo. El conjunto cibaeño convirtió a República Dominicana en el cuarto país que integra la exclusiva galería de ganadores de este Campeonato. Entre tanto, el Portmore United jamaiquino se hizo con el tercer puesto y el trinitobaguense Central FC, el campeón anterior, terminó en el cuarto lugar.

## Formato
El campeonato está compuesto por dos fases. Para la primera fase los 20 equipos participantes fueron divididos mediante sorteo en cinco grupos de cuatro equipos cada uno, dentro de cada grupo los equipos jugarán entre sí una vez mediante el sistema de todos contra todos, totalizando tres partidos cada uno. Al final de las 3 fechas el equipo con la mayor cantidad de puntos, dentro de cada grupo, se clasificará para la fase final.
La fase final estará compuesta por dos grupos de tres equipos cada uno y dentro de cada grupo los equipos jugarán entre sí todos contra todos una vez, totalizando dos partidos cada uno. Al término de las tres jornadas los primeros de cada grupo se clasificarán para la final, mientras que los segundo se clasificarán para el partido por el tercer puesto.
El ganador de la final se coronará campeón y se clasificará para la segunda fase de la Liga de Campeones de la Concacaf 2018, mientras que el subcampeón, tercer y cuarto lugar comenzarán su participación en la primera fase de la misma competición, denominada Liga Concacaf.

## Equipos participantes
La siguiente lista corresponde a los equipos campeones y subcampeones de las 31 asociaciones miembros de la Unión Caribeña de Fútbol que fueron elegibles para participar en el campeonato. En verde los equipos que obtuvieron las licencias para participar y en rojo aquellos que no participarán.
| Asociación                   | Equipo                                                               | Método de clasificación                                                            |
| ---------------------------- | -------------------------------------------------------------------- | ---------------------------------------------------------------------------------- |
| Anguila                      | Salsa Ballers                                                        | Campeón de la Liga de Fútbol (2015-16)                                             |
| Anguila                      | Diamond                                                              | Subcampeón de la Liga de Fútbol (2015-16)                                          |
| Antigua y Barbuda            | Hoppers                                                              | Campeón de la Primera División (2015-16)                                           |
| Antigua y Barbuda            | Grenades                                                             | Subcampeón de la Primera División 2015-16                                          |
| Aruba                        | Racing Club Aruba                                                    | Campeón de la División de Honor (2015-16)                                          |
| Aruba                        | Dakota                                                               | Subcampeón de la División de Honor (2015-16)                                       |
| Bahamas                      | Bears                                                                | Campeón de la Liga BFA (2015-16)                                                   |
| Bahamas                      | Western Warriors                                                     | Subcampeón de la Liga BFA (2015-16)                                                |
| Barbados                     | UWI Blackbirds                                                       | Campeón de la Primera División (2016)                                              |
| Barbados                     | Defense Force                                                        | Subcampeón de la Primera División (2016)                                           |
| Bermudas                     | Dandy Town Hornets                                                   | Campeón de la Liga Premier (2015-16)                                               |
| Bermudas                     | The Robin Hood                                                       | Subcampeón de la Liga Premier (2015-16)                                            |
| Bonaire                      | Atlétiko Flamingo                                                    | Campeón de la Liga de Bonaire (2015-16)                                            |
| Bonaire                      | Real Rincon                                                          | Subcampeón de la Liga de Bonaire (2015-16)                                         |
| Cuba                         | Villa Clara                                                          | Campeón del Campeonato Nacional (2016)                                             |
| Cuba                         | Guantánamo                                                           | Subcampeón del Campeonato Nacional (2016)                                          |
| Curazao                      | Centro Dominguito                                                    | Campeón de la Sekshon Pagá (2016)                                                  |
| Curazao                      | Scherpenheuvel                                                       | Subcampeón de la Sekshon Pagá (2016)                                               |
| Dominica                     | Dublanc                                                              | Campeón de la Liga Premier (2015-16)                                               |
| Dominica                     | Bath Estate                                                          | Subcampeón de la Liga Premier (2015-16)                                            |
| Granada                      | Hurricane                                                            | Campeón de la Primera División (2016)                                              |
| Granada                      | Paradise                                                             | Subcampeón de la Primera División (2016)                                           |
| Guadalupe                    | USR Sainte-Rose                                                      | Campeón de la División de Honor (2015-16)                                          |
| Guadalupe                    | Moulien                                                              | Subcampeón de la División de Honor (2015-16)                                       |
| Guyana                       | Slingerz                                                             | Campeón de la GFF Elite League (2015-16)                                           |
| Guyana                       | Alpha United                                                         | Subcampeón de la GFF Elite League (2015-16)                                        |
| Guayana Francesa             | Matoury                                                              | Campeón de la División de Honor (2015-16)                                          |
| Guayana Francesa             | Le Geldar                                                            | Subcampeón de la División de Honor (2015-16)                                       |
| Haití                        | Don Bosco                                                            | Campeón del Campeonato Nacional (Apertura 2015)                                    |
| Haití                        | Racing Gônaïves                                                      | Campeón del Campeonato Nacional (Apertura 2016)                                    |
| Islas Caimán                 | Scholars International                                               | Campeón de la CIFA Premier League (2015-16)                                        |
| Islas Caimán                 | Elite                                                                | Subcampeón de la CIFA Premier League (2015-16)                                     |
| Islas Turcas y Caicos        | Academy                                                              | Campeón de la Liga Premier (2016)                                                  |
| Islas Turcas y Caicos        | Full Physic                                                          | Subcampeón de la Liga Premier (2016)                                               |
| Islas Vírgenes Americanas    | Raymix                                                               | Campeón del Campeonato de fútbol (2016)                                            |
| Islas Vírgenes Americanas    | Helenites                                                            | Subcampeón del Campeonato de fútbol (2016)                                         |
| Islas Vírgenes Británicas    | El Campeonato Nacional esta descontinuado desde la temporada 2013-14 | El Campeonato Nacional esta descontinuado desde la temporada 2013-14               |
| Jamaica                      | Montego Bay United                                                   | Campeón de la Liga Premier (2015-16)                                               |
| Jamaica                      | Portmore United                                                      | Subcampeón de la Liga Premier (2015-16)                                            |
| Martinica                    | Golden Lions FC                                                      | Campeón del Campeonato Nacional (2015-16)                                          |
| Martinica                    | Club Franciscain                                                     | Subcampeón del Campeonato Nacional (2015-16)                                       |
| Montserrat                   | Montserrat Police                                                    | Campeón del Campeonato de Montserrat (2016)                                        |
| Puerto Rico                  | La Liga Nacional esta descontinuada desde la temporada 2015          | La Liga Nacional esta descontinuada desde la temporada 2015                        |
| Puerto Rico                  | Puerto Rico                                                          | Campeón de la Copa Luis Villarejo (2016)                                           |
| República Dominicana         | Barcelona Atlético                                                   | Campeón de la Liga Dominicana (2016)                                               |
| República Dominicana         | Cibao                                                                | Subcampeón de la Liga Dominicana (2016)                                            |
| Saint-Martin                 | Concordia                                                            | Campeón del Campeonato de Saint Martin (2016)                                      |
| Saint-Martin                 | Margiot                                                              | Subcampeón del Campeonato de Saint Martin (2016)                                   |
| San Cristóbal y Nieves       | Cayon Rockets                                                        | Campeón de la SKNFA Superliga (2015-16)                                            |
| San Cristóbal y Nieves       | Conaree                                                              | Subcampeón de la SKNFA Superliga (2015-16)                                         |
| San Vicente y las Granadinas | System 3                                                             | Campeón de la Liga Premier NLA (2016)                                              |
| San Vicente y las Granadinas | Bequia United                                                        | Subcampeón de la Liga Premier NLA (2016)                                           |
| Santa Lucía                  | Survivors                                                            | Campeón de la División de Oro (2016)                                               |
| Santa Lucía                  | Big Players                                                          | Subcampeón de la División de Oro (2016)                                            |
| Sint Maarten                 | Flames United                                                        | Campeón del Campeonato de Sint Maarten (2015)                                      |
| Surinam                      | Inter Moengotapoe                                                    | Campeón de la Hoofdklasse (2015-16)                                                |
| Surinam                      | Transvaal                                                            | Subcampeón de la Hoofdklasse (2015-16)                                             |
| Trinidad y Tobago            | Central                                                              | Campeón Campeonato de Clubes de la CFU (2016) Campeón de la Liga Pro T&T (2015-16) |
| Trinidad y Tobago            | San Juan Jabloteh                                                    | Subcampeón de la Liga Pro T&T (2015-16)                                            |

## Fase de grupos
Los veinte equipos participantes fueron divididos en cinco grupos de cuatro cada uno, con un club como anfitrión. El ganador de cada grupo clasificará a la fase final. El sorteo se realizó el lunes 16 de enero del 2017 en Miami, Estados Unidos.

### Grupo A
Los partidos del grupo A se jugaron en el Antigua Recreation Ground, Saint John, Antigua y Barbuda. (UTC−4). (A): Anfitrión 
  Actualizado el 27 de febrero de 2017.
| Pos. | Equipo              | PJ | PG | PE | PP | GF | GC | DG | Pts. | Clasificado a |
| ---- | ------------------- | -- | -- | -- | -- | -- | -- | -- | ---- | ------------- |
| 1    | Racing des Gônaïves | 3  | 2  | 1  | 0  | 8  | 2  | +6 | 7    | Fase final    |
| 2    | Inter Moengotapoe   | 3  | 2  | 1  | 0  | 8  | 3  | +5 | 7    |               |
| 3    | Hoppers (A)         | 3  | 1  | 0  | 2  | 2  | 3  | −1 | 3    |               |
| 4    | Bequia United       | 3  | 0  | 0  | 3  | 2  | 10 | −8 | 0    |               |

| 22 de febrero de 2017 | Racing des Gonaïves | 2–2     | Inter Moengotapoe            | Antigua Recreation Ground, St. John's |  |
|                       | Dorisca 17' 81'     | Reporte | K. Kwasie 9' · N. Kwasie 68' |                                       |  |

| 22 de febrero de 2017 | Hoppers                      | 2–1     | Bequia United  | Antigua Recreation Ground, St. John's |  |
|                       | Thomas 16' · Bess 70' (a.g.) | Reporte | Ollivierre 28' |                                       |  |

| 24 de febrero de 2017 | Bequia United | 0–4     | Racing des Gonaïves                                      | Antigua Recreation Ground, St. John's |  |
|                       |               | Reporte | Laurent 9' · Charles 16' · Dorisca 25' · Jean 41' (pen.) |                                       |  |

| 24 de febrero de 2017 | Hoppers | 0–2     | Inter Moengotapoe     | Antigua Recreation Ground, St. John's |  |
|                       |         | Reporte | Rijssel 47' · Fer 82' |                                       |  |

| 26 de febrero de 2017 | Inter Moengotapoe                                     | 4–1     | Bequia United     | Antigua Recreation Ground, St. John's |  |
|                       | Rijssel 22' · Vallei 65' (pen.) · K. Kwasie 90' 90+4' | Reporte | Browne 39' (pen.) |                                       |  |

| 26 de febrero de 2017 | Hoppers | 0–2     | Racing des Gonaïves      | Antigua Recreation Ground, St. John's |  |
|                       |         | Reporte | Charles 38' · Daniel 43' |                                       |  |

### Grupo B
Los partidos del grupo B se jugaron en el Estadio Sylvio Cator, Puerto Príncipe, Haití. (UTC−5). (A): Anfitrión 
  Actualizado el 5 de marzo de 2017.
| Pos. | Equipo            | PJ | PG | PE | PP | GF | GC | DG  | Pts. | Clasificado a |
| ---- | ----------------- | -- | -- | -- | -- | -- | -- | --- | ---- | ------------- |
| 1    | Cibao             | 3  | 2  | 1  | 0  | 18 | 1  | +17 | 7    | Fase final    |
| 2    | Don Bosco (A)     | 3  | 1  | 2  | 0  | 13 | 2  | +11 | 5    |               |
| 3    | USR Sainte-Rose   | 3  | 1  | 1  | 1  | 17 | 2  | +15 | 4    |               |
| 4    | Montserrat Police | 3  | 0  | 0  | 3  | 0  | 43 | −43 | 0    |               |

| 1 de marzo de 2017 | Police | 0–16    | Cibao | Stade Sylvio Cator, Port-au-Prince |  |
|                    |        | Reporte | Babalito 2' 12' 15' 48' · Jáquez 4' 25' · Peralta 34' 41' 42' 51' · Hérold Jr. 45' 90+3' · Soko 68' 83' · Rodríguez 75' · Acevedo 82' |                                    |  |

| 1 de marzo de 2017 | Don Bosco     | 1–1     | USR        | Stade Sylvio Cator, Port-au-Prince |  |
|                    | G. Joseph 38' | Reporte | Désert 12' |                                    |  |

| 3 de marzo de 2017 | Cibao       | 1–0     | USR | Stade Sylvio Cator, Port-au-Prince |  |
|                    | Peralta 78' | Reporte |     |                                    |  |

| 3 de marzo de 2017 | Don Bosco                                                                                               | 11–0 | Police | Stade Sylvio Cator, Port-au-Prince                                                             |                                                                                                |
|                    | Estama 1' · Vernet 6' · Georges 13' 26' 33' 45' 62' · G. Joseph 39' · St-Hubert 41' · M. Joseph 55' 75' |      |        | Árbitro(s): http://www.concacaf.com/article/caribbean-club-championship-groups-b-c-recap-day-2 | Árbitro(s): http://www.concacaf.com/article/caribbean-club-championship-groups-b-c-recap-day-2 |

| 5 de marzo de 2017 | USR | 10–0    | Police | Stade Sylvio Cator, Port-au-Prince |  |
|                    | Nestor 10' 14' · Huggins 22' (a.g.) · Santos 25' (pen.) · Nascimiento 26' · Mathaisan 39' 59' 81' · Dan 56' · Gotin 88' (pen.) | Reporte |        |                                    |  |

| 5 de marzo de 2017 | Don Bosco   | 1–1     | Cibao        | Stade Sylvio Cator, Port-au-Prince |  |
|                    | Georges 23' | Reporte | Babalito 29' |                                    |  |

### Grupo C
Los partidos del grupo C se jugaron en el Montego Bay Sports Complex, Montego Bay, Jamaica. (UTC−5). (A): Anfitrión 
  Actualizado el 5 de marzo de 2017.
| Pos. | Equipo                 | PJ | PG | PE | PP | GF | GC | DG  | Pts. | Clasificado a |
| ---- | ---------------------- | -- | -- | -- | -- | -- | -- | --- | ---- | ------------- |
| 1    | Grenades               | 3  | 2  | 1  | 0  | 7  | 4  | +3  | 7    | Fase final    |
| 2    | Barcelona Atlético     | 3  | 1  | 2  | 0  | 8  | 4  | +4  | 5    |               |
| 3    | Montego Bay United (A) | 3  | 1  | 1  | 1  | 9  | 5  | +2  | 4    |               |
| 4    | Elite                  | 3  | 0  | 0  | 3  | 0  | 11 | −11 | 0    |               |

| 1 de marzo de 2017 | Barcelona Atlético                       | 4–0     | Elite | Montego Bay Sports Complex, Montego Bay |  |
|                    | Castillo 53' · Meza 54' 71' · Guerra 73' | Reporte |       |                                         |  |

| 1 de marzo de 2017 | Montego Bay United           | 2–3     | Grenades                           | Montego Bay Sports Complex, Montego Bay |  |
|                    | Weatherly 82' · Gordon 90+4' | Reporte | Harriette 13' 31' · McBurnette 67' |                                         |  |

| 3 de marzo de 2017 | Grenades                         | 2–2     | Barcelona Atlético | Montego Bay Sports Complex, Montego Bay |  |
|                    | Henry 36' (pen.) · Harriette 59' | Reporte | Guerra 32' 42'     |                                         |  |

| 3 de marzo de 2017 | Montego Bay United                                           | 5–0     | Elite | Montego Bay Sports Complex, Montego Bay |  |
|                    | Williams 14' · Rodney 60' · Gordon 74' 77' · Weatherly 90+3' | Reporte |       |                                         |  |

| 5 de marzo de 2017 | Elite | 0–2     | Grenades          | Montego Bay Sports Complex, Montego Bay |  |
|                    |       | Reporte | Harriette 56' 67' |                                         |  |

| 5 de marzo de 2017 | Montego Bay United               | 2–2     | Barcelona Atlético  | Montego Bay Sports Complex, Montego Bay |  |
|                    | Gordon 81' (pen.) · Williams 85' | Reporte | Meza 32' · Díaz 61' |                                         |  |

### Grupo D
Los partidos del grupo D se jugarán en el Estadio Juan Ramón Loubriel, Bayamón, Puerto Rico. (UTC−4). (A): Anfitrión 
  Actualizado el 22 de enero de 2017.
| Pos. | Equipo                 | PJ | PG | PE | PP | GF | GC | DG  | Pts. | Clasificado a |
| ---- | ---------------------- | -- | -- | -- | -- | -- | -- | --- | ---- | ------------- |
| 1    | Portmore United        | 3  | 3  | 0  | 0  | 9  | 1  | +8  | 9    | Fase final    |
| 2    | Puerto Rico (A)        | 3  | 2  | 0  | 1  | 5  | 1  | +4  | 6    |               |
| 3    | Transvaal              | 3  | 1  | 0  | 2  | 5  | 7  | −2  | 3    |               |
| 4    | Scholars International | 3  | 0  | 0  | 3  | 0  | 10 | −10 | 0    |               |

| 14 de marzo de 2017 | Scholars International | 0–2     | Portmore United       | Estadio Juan Ramón Loubriel, Bayamón |  |
|                     |                        | Reporte | Morris 8' · Lynch 21' |                                      |  |

| 14 de marzo de 2017 | Puerto Rico FC      | 1–0     | Transvaal | Estadio Juan Ramón Loubriel, Bayamón |  |
|                     | H. Ramos 28' (pen.) | Reporte |           |                                      |  |

| 16 de marzo de 2017 | Transvaal                                                  | 4–0     | Scholars International | Estadio Juan Ramón Loubriel, Bayamón |  |
|                     | Akoela 28' · Ferreira 48' · Juliaans 88' · Boldewijn 90+1' | Reporte |                        |                                      |  |

| 16 de marzo de 2017 | Puerto Rico FC | 0–1     | Portmore United | Estadio Juan Ramón Loubriel, Bayamón |  |
|                     |                | Reporte | Morris 90+1'    |                                      |  |

| 18 de marzo de 2017 | Portmore United                                                                                | 6–1     | Transvaal     | Estadio Juan Ramón Loubriel, Bayamón |  |
|                     | McCalla 20' · Doorson 24' (a.g.) · Stewart 33' · Pryce 52' (pen.) · Grandison 56' · Foster 81' | Reporte | Comvalius 66' |                                      |  |

| 18 de marzo de 2017 | Puerto Rico FC                                    | 4–0     | Scholars International | Estadio Juan Ramón Loubriel, Bayamón |  |
|                     | M. Ramos 14' · Rivera 35' · Bement 51' · Dias 57' | Reporte |                        |                                      |  |

### Grupo E
Los partidos del grupo E se jugarán en el Parque Victoria, Kingstown, San Vicente y las Granadinas. (UTC−4). (A): Anfitrión 
  Actualizado el 22 de enero de 2017.
| Pos. | Equipo            | PJ | PG | PE | PP | GF | GC | DG   | Pts. | Clasificado a |
| ---- | ----------------- | -- | -- | -- | -- | -- | -- | ---- | ---- | ------------- |
| 1    | San Juan Jabloteh | 3  | 3  | 0  | 0  | 15 | 1  | + 14 | 9    | Fase final    |
| 2    | Moulien           | 3  | 2  | 0  | 1  | 13 | 4  | + 9  | 6    |               |
| 3    | System 3 (A)      | 3  | 1  | 0  | 2  | 9  | 7  | + 2  | 3    |               |
| 4    | Flames United     | 3  | 0  | 0  | 3  | 2  | 24 | – 22 | 0    |               |

| 8 de marzo de 2017 | Flames United | 0–9     | San Juan Jabloteh                                                              | Victoria Park, Kingstown |  |
|                    |               | Reporte | Simpson 11' 51' 58' · Lewis 22' 40' 44' · Lombardo 57' · Charles 72' · Gay 82' |                          |  |

| 8 de marzo de 2017 | System 3 | 0–4     | CS Moulien                                                 | Victoria Park, Kingstown |  |
|                    |          | Reporte | Bolmin 38' · Lowman 49' (a.g.) · Pascal 65' · Bizasène 82' |                          |  |

| 10 de marzo de 2017 | San Juan Jabloteh                        | 4–1     | CS Moulien | Victoria Park, Kingstown |  |
|                     | Mills 17' · Lombardo 20' 68' · Lewis 85' | Reporte | Gomez 13'  |                          |  |

| 10 de marzo de 2017 | System 3                                                                              | 9–2 | Flames United          | Victoria Park, Kingstown                                                                    |                                                                                             |
|                     | Solomon 5' 62' 71' · Samuel 45' 45+1' 54' · Osment 60' · Bascombe 87' · Edwards 90+3' |     | Martin 58' · Haird 65' | Árbitro(s): http://www.concacaf.com/article/caribbean-club-championship-group-e-recap-day-2 | Árbitro(s): http://www.concacaf.com/article/caribbean-club-championship-group-e-recap-day-2 |

| 12 de marzo de 2017 | CS Moulien                                                | 8–0     | Flames United | Victoria Park, Kingstown |  |
|                     | Anatol 2' · Clavier 8' 18' 37' 90+3' · Pascal 45' 52' 88' | Reporte |               |                          |  |

| 12 de marzo de 2017 | System 3 | 0–1     | San Juan Jabloteh | Victoria Park, Kingstown |  |
|                     |          | Reporte | Charles 65'       |                          |  |

## Fase final
Consta de dos grupos A y B con 3 equipos por grupo. El primer clasificado de cada grupo avanzará a la final, mientras los segundos jugaran un partido por el tercer lugar. El campeón se clasificará a la fase final de la Liga de Campeones de la Concacaf 2018, mientras el segundo, tercero y cuarto avanzaran a la Liga Concacaf, entre clubes del Caribe y Centroamérica que comenzará en agosto.

### Grupo A
Los partidos del Grupo A serán jugados en el Estadio Hasely Crawford, Puerto España, Trinidad y Tobago (UTC–4). (A): Anfitrión
  Actualizado el 14 de abril de 2017.
| Pos. | Equipo      | PJ | PG | PE | PP | GF | GC | DG | Pts. | Clasificado a                                           |
| ---- | ----------- | -- | -- | -- | -- | -- | -- | -- | ---- | ------------------------------------------------------- |
| 1    | Cibao       | 2  | 1  | 1  | 0  | 3  | 2  | +1 | 4    | Final & Liga de Campeones 2017-18                       |
| 2    | Central (A) | 2  | 1  | 0  | 1  | 3  | 2  | +1 | 3    | Partido por el tercer lugar & Liga de Campeones 2017-18 |
| 3    | Grenades    | 2  | 0  | 1  | 1  | 3  | 5  | -2 | 1    |                                                         |

| 14 de mayo de 2017 | Central                                | 3–1     | Grenades     | Hasely Crawford Stadium, Port of Spain |  |
|                    | Marcano 37' · Edwards 45' · Garcia 85' | Reporte | Harriette 6' |                                        |  |

| 16 de mayo de 2017 | Grenades                          | 2–2     | Cibao            | Hasely Crawford Stadium, Port of Spain |  |
|                    | Harriette 85' · García 86' (a.g.) | Reporte | Babalito 54' 56' |                                        |  |

| 18 de mayo de 2017 | Central | 0–1     | Cibao    | Hasely Crawford Stadium, Port of Spain |  |
|                    |         | Reporte | Soko 54' |                                        |  |

### Grupo B
Los partidos del Grupo B serán jugados en el Estadio Hasely Crawford, Puerto España, Trinidad y Tobago (UTC–4).
  Actualizado el 14 de abril de 2017.
| Pos. | Equipo            | PJ | PG | PE | PP | GF | GC | DG | Pts. | Clasificado a                                           |
| ---- | ----------------- | -- | -- | -- | -- | -- | -- | -- | ---- | ------------------------------------------------------- |
| 1    | San Juan Jabloteh | 2  | 1  | 1  | 0  | 4  | 2  | +2 | 4    | Final & Liga de Campeones 2017-18                       |
| 2    | Portmore United   | 2  | 1  | 1  | 0  | 3  | 2  | +1 | 4    | Partido por el tercer lugar & Liga de Campeones 2017-18 |
| 3    | Racing            | 2  | 0  | 0  | 2  | 0  | 3  | -3 | 0    |                                                         |

| 14 de mayo de 2017 | Racing des Gonaïves | 0-2     | San Juan Jabloteh                 | Hasely Crawford Stadium, Port of Spain |  |
|                    |                     | Reporte | Lewis 50' · Mitchelson 74' (a.g.) |                                        |  |

| 16 de mayo de 2017 | Portmore United | 1–0     | Racing des Gonaïves | Hasely Crawford Stadium, Port of Spain |  |
|                    | Morris 17'      | Reporte |                     |                                        |  |

| 18 de mayo de 2017 | San Juan Jabloteh           | 2–2     | Portmore United           | Hasely Crawford Stadium, Port of Spain |  |
|                    | Reid 34' (pen.) · Mills 41' | Reporte | Lynch 85' · Grandison 87' |                                        |  |

### Partido por el tercer lugar
| 21 de mayo de 2017 | Central                                 | 2–2 (t. s.)                | Portmore United                                  | Hasely Crawford Stadium, Port of Spain |  |
|                    | Marcano 5' · George 90+2'               | Reporte                    | D. Binns 32' · Pryce 77'                         |                                        |  |
|                    |                                         | Tiros desde el punto penal |                                                  |                                        |  |
|                    | da Silva · Edwards · George · Bannister |                            | M. Binns · Grandison · D. Binns · Lynch · Foster |                                        |  |

### Final
| 21 de mayo de 2017 | Cibao     | 1–0     | San Juan Jabloteh | Hasely Crawford Stadium, Port of Spain |  |
|                    | Dabas 30' | Reporte |                   |                                        |  |

## Campeón
| Campeonato de Clubes de la CFU 2017 |
| ----------------------------------- |
| Bandera de la República Dominicana  |
| Cibao FC 1º Título                  |

## Equipos clasificados a la Liga de Campeones de la Concacaf 2017-18
|          |                   |                 |            |
| Cibao FC | San Juan Jabloteh | Portmore United | Central FC |